# Stefanella Marrama
Stefanella Marrama (Roma, 28 dicembre 1950) è una doppiatrice, direttrice del doppiaggio e dialoghista italiana.
È l'ex moglie dell'attore e doppiatore Marco Mete e la madre del doppiatore Andrea Mete e della doppiatrice Federica Mete.

## Doppiaggio

### Film
- Nora Dunn in Una settimana da Dio, Amori e amicizie, Three Kings
- Siobhan Fallon Hogan in Only You - Amore a prima vista, Il negoziatore, L'asilo dei papà, Holes - Buchi nel deserto, Lo scroccone e il ladro
- Joan Cusack in Two Much - Uno di troppo, In & Out, Il prezzo della libertà, Se scappi, ti sposo, War, Inc., I Love Shopping
- Mary Steenburgen in Ritorno al futuro - Parte III, Ma chi me l'ha fatto fare!, La costa del sole, Elf - Un elfo di nome Buddy
- Molly Cheek in American Pie, American Pie 2, American Pie - Il matrimonio
- Amy Madigan in The Hunt, Antlers - Spirito insaziabile, Weapons
- Rosie O'Donnell in Una figlia in carriera, I Flintstones
- Amy Irving in Bossa Nova, Traffic
- Julianne Moore in Hannibal (entrambi i doppiaggi)
- Marg Helgenberger in In Good Company
- Natascha McElhone in Solaris
- Kristanna Loken in Terminator 3 - Le macchine ribelli
- Allison Mackie in Original Sin
- Kathleen Quinlan in Le colline hanno gli occhi
- Allison Janney in 10 cose che odio di te
- Lynn Redgrave in Peter Pan
- Stéphane Audran in Madeline - Il diavoletto della scuola
- Michelle Stafford in Colpevole d'innocenza
- Gemma Jones in Ammonite - Sopra un'onda del mare
- Sarah Stockbridge in Intervista col vampiro
- Julie Hagerty in U Turn - Inversione di marcia, A Christmas Story Christmas
- Katherine Shindle in La donna perfetta
- Wendy Phillips in Bugsy
- Jennifer Saunders in I Muppet nell'isola del tesoro
- Susan Krebs in 28 giorni
- Janice Rule in Missing - Scomparso (ed.2005)
- Joey Anderson in Il socio
- Aida Turturro in Sleepers
- Kate Mulvany in Il grande Gatsby
- Amanda Plummer in Hunger Games - La ragazza di fuoco
- Rutanya Alda in Prigione di vetro
- Mary Ellen Trainor in Ritorno al futuro - Parte II
- Stina Ekblad in Un giorno e mezzo
- Kirin Kiki in Returner - Il futuro potrebbe essere storia
- Mary Kay Place in Latter Days - Inguaribili romantici
- Marit Adelaide Andreassen in Come sempre a Natale
- Neva Howell in Superman

### Serie televisive
- Lesley Sharp in Scott & Bailey, Fate: The Winx Saga
- Kathleen Quinlan in In tribunale con Lynn
- Samaria Graham in Providence
- Seana Kofoed in Men in Trees
- Mary B. Ward in Michael Hayes
- Ruth Marshall in Doc
- Lesli Margherita in Saranno famosi a Los Angeles
- Peri Gilpin in Frasier
- Kathy Najimy in L'atelier di Veronica
- Taylor Dayne in Rude Awakening
- Sarah Berger in Murphy's Law
- Valerie Bagnou-Beido in Il commissariato Saint Martin
- Sylvie Flepp in Mystère
- Christine Lahti in Hawaii Five-0
- Miranda Richardson in Fate: The Winx Saga
- Sandra James-Young in The Sandman
- Kang Ae-shim in Squid Game

### Soap opera e telenovelas
- Dunja Rajter in La strada per la felicità
- Rosario Prieto in La ragazza del circo
- Patricia Scalvi in Figli miei, vita mia

### Animazione
- Linda (st. 1-4, 6-7), Inez Wong (st. 1, 5), NDND (st. 3-4), Robot fortune-teller (st. 2-3) e altri personaggi in Futurama.[2]
- Cerbiatto in Bonkers - Gatto combinaguai
- Camille Stout in Stuart Little - Un topolino in gamba[3]
- Liane Cartman in South Park (st. 1-4)
- Mama in Johnny Bravo
- Madre in Mucca e Pollo e Io sono Donato Fidato
- Olivia in Che papà Braccio di Ferro
- Annabelle ne Le nuove avventure di Charlie, Anche i cani vanno in paradiso
- Zomba ne I 13 fantasmi di Scooby-Doo
- Rita ne La corsa spaziale di Yoghi (2ª ediz.)
- Suzie in Hey, Arnold!
- Betty DeVille ne I Rugrats (2ª ediz.)
- Yaya in Oggi a casa di Wimzie
- Regina in Frog
- Reki ne Lo stregone Orphen
- Madre di Alice in Pet Shop of Horrors
- Madre in Violence Jack
- Muto in Terrestrial Defense Corp. Dai-Guard
- Regina Uberta (parte parlata) ne L'incantesimo del lago
- Truffatrice in Bem (2ª ediz.)
- Anastasia in Cowboy Bebop
- Madame Astrakhan in Happy Feet
- Edna Maverick in Surf's Up - I re delle onde
- Signora Uchiyamada in Great Teacher Onizuka
- Wanda in Hotel Transylvania, Hotel Transylvania 2, Hotel Transylvania 3 - Una vacanza mostruosa e Hotel Transylvania - Uno scambio mostruoso
- L'insegnante in Mr. Peabody e Sherman
- Ronzelia ne L'ape Maia - Il film
- Marianne Thornberry in La famiglia della giungla
- Gallinella ne Alla ricerca di Dory
- Josephine Rabbit in Peter Rabbit[4]
- Regina Suprema ne I primitivi
- Gina Dupain in Miraculous - Le storie di Ladybug e Chat Noir
- Judith in Sing
- Gattara Pazza in Pets 2 - Vita da animali
- Miss Nana Noodleman in Sing 2 - Sempre più forte
- Donka in Ron - Un amico fuori programma
- Nene Zaven in Leviathan

### Videogiochi
- Bibliotecaria in Ghosthunter[5]